# Kreis Berat

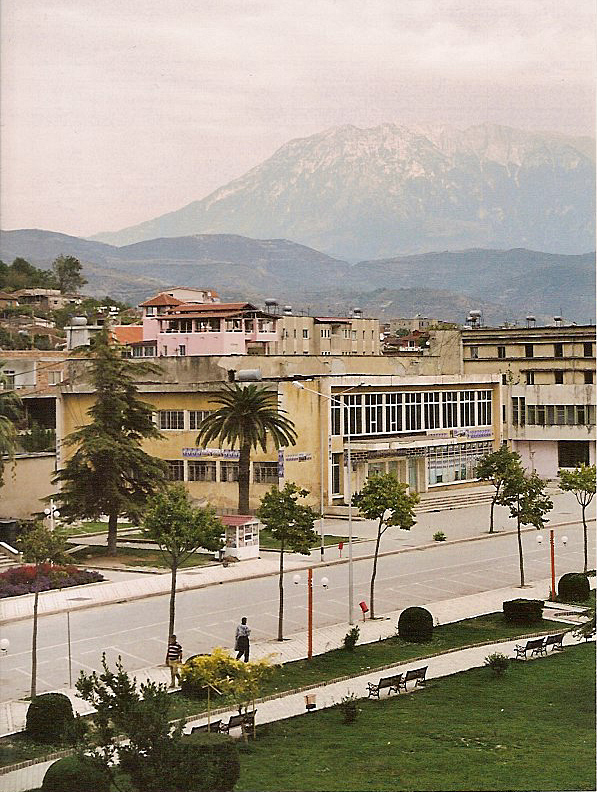
Zentrum von Berat mit Tomorr

Der Kreis Berat (albanisch: Rrethi i Beratit) war einer der 36 Verwaltungskreise Albaniens, die im Sommer 2015 nach einer Verwaltungsreform aufgehoben worden sind. Der Kreis mit einer Fläche von 915 km² gehörte zum gleichnamigen Qark. Er hatte 97.942 Einwohner (2011). Benannt wurde der Kreis nach dem Hauptort Berat.

## Geographie

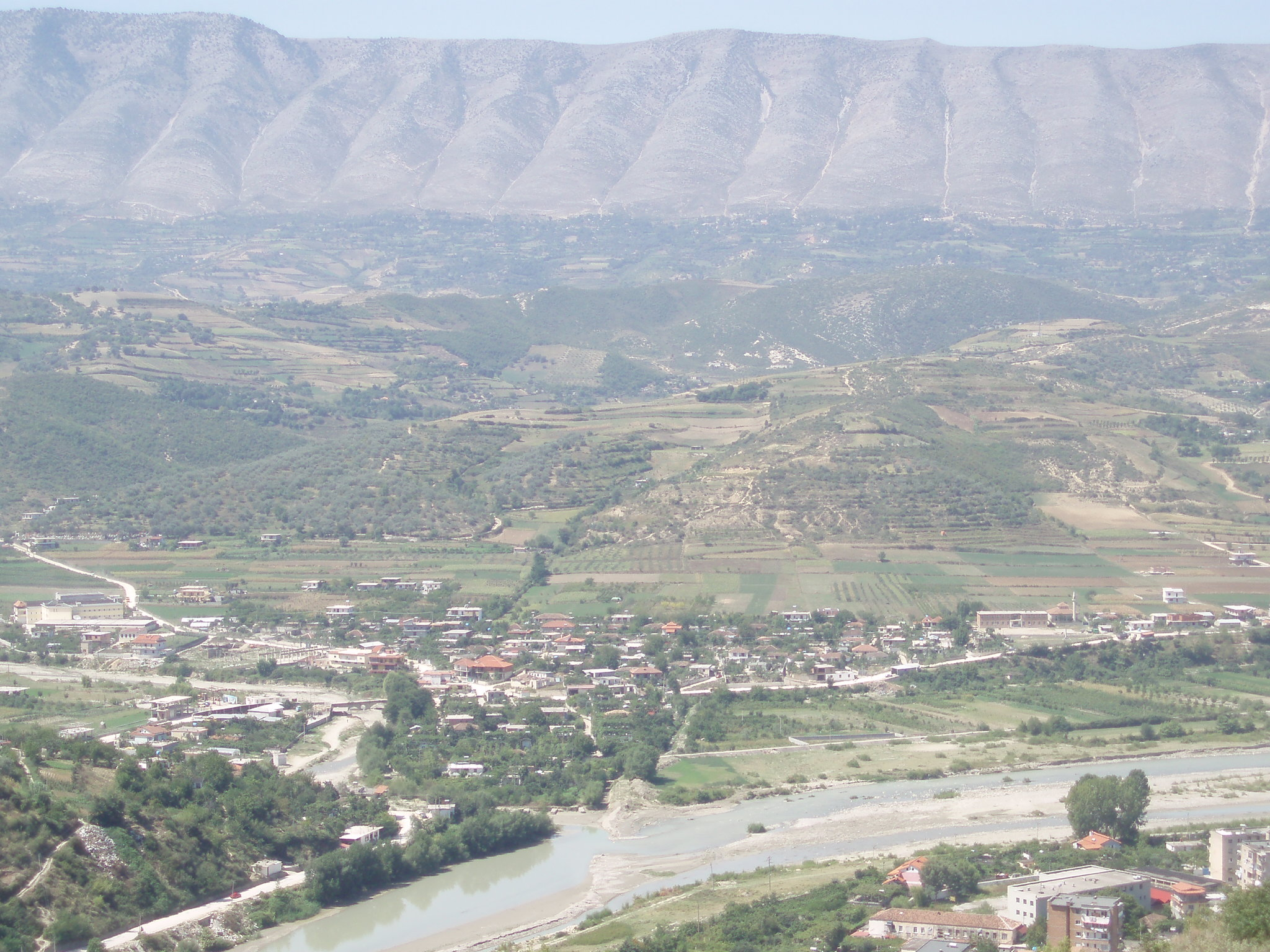
Berg Shpirag westlich von Berat

Der Kreis Berat umfasste ein Gebiet südlich der Myzeqe-Ebene. Es beginnt an ihrem Rand und umfasst das ganze Hügelland rund um Berat mit dem unteren Osum-Tal im Zentrum. Weiter oben im Tal folgte der Kreis Skrapar. Auf der östlichen Grenze liegt die Spitze des Berges Tomorr (2414 m ü. A.), dem bekanntesten Berg Südalbaniens.

## Wirtschaft
Abgesehen von der Stadt Berat, die als regionales Zentrum dient und wo allmählich der Tourismus sich dank UNESCO-Weltkulturerbe-Status am entwickeln ist, lebt die Region fast ausschließlich von der Landwirtschaft. Während weite Gebiete außerhalb des Osum-Tals sehr abgelegen sind, gibt es in den zentrumsnaheren Gebieten schon Bauernbetriebe, die mit modernen Mitteln produzieren. In der Region wird auch an vielen Orten Wein hergestellt.
Die Straße ins Osum-Tal, früher eine wichtige Karawanenroute, ist heutzutage eine Sackgasse. Der Kreis Berat liegt somit an keiner Durchgangsroute. Durch die flache Myzeqe-Ebene ist Berat aber trotzdem recht gut mit den Zentren Mittelalbaniens verbunden.

## Gemeinden
Das Gebiet des ehemaligen Kreises gehört heute zu den Gemeinden (Bashkia) Berat und Dimal (Ura Vajgurore). Die Gemeinde Lumas ging zudem an die Gemeinde Kuçova, die Gemeinden Tërpan und Vërtop an die Gemeinde Poliçan.
| Name          | Einwohner | Gemeindeart | Gehört heute zur Bashkia |
| ------------- | --------- | ----------- | ------------------------ |
| Berat         | 36.496    | Bashkia     | Berat                    |
| Ura Vajgurore | 7.232     | Bashkia     | Dimal                    |
| Cukalat       | 3.045     | Komuna      | Dimal                    |
| Kutalli       | 9.643     | Komuna      | Dimal                    |
| Lumas         | 3.981     | Komuna      | Kuçova                   |
| Otllak        | 9.218     | Komuna      | Berat                    |
| Poshnja       | 7.375     | Komuna      | Dimal                    |
| Roshnik       | 2.513     | Komuna      | Berat                    |
| Sinja         | 3.351     | Komuna      | Berat                    |
| Tërpan        | 1.716     | Komuna      | Poliçan                  |
| Velabisht     | 8.453     | Komuna      | Berat                    |
| Vërtop        | 4.919     | Komuna      | Poliçan                  |